# Thamnophilus multistriatus
A Thamnophilus multistriatus a madarak osztályának verébalakúak (Passeriformes) rendjébe és a hangyászmadárfélék (Thamnophilidae) családjába tartozó faj.

## Rendszerezése
A fajt Frédéric de Lafresnaye francia ornitológus írta le 1844-ben.

## Alfajai
- Thamnophilus multistriatus brachyurus Todd, 1927
- Thamnophilus multistriatus multistriatus Lafresnaye, 1844
- Thamnophilus multistriatus oecotonophilus Borrero & Hernandez-Camacho, 1958
- Thamnophilus multistriatus selvae Meyer de Schauensee, 1950[2]

## Előfordulása
Dél-Amerika északnyugati részén, az Andok hegységben, Kolumbia és Venezuela területén honos. Természetes élőhelyei a szubtrópusi vagy trópusi síkvidéki és hegyi esőerdők és cserjések, valamint szántóföldek és vidéki kertek. Állandó, nem vonuló faj.

## Megjelenése
Testhossza 17 centiméter, testtömege 21–23 gramm.
|  |  |

## Életmódja
Rovarokkal és más ízeltlábúakkal táplálkozik.

## Természetvédelmi helyzete
Az elterjedési területe nagyon nagy, egyedszáma pedig stabil. A Természetvédelmi Világszövetség Vörös listáján nem fenyegetett fajként szerepel.